# Ar-Raqqa
ar-Raqqa, eller al-Raqqa, (arabiska: ٱلرَّقَّة) är en stad vid floden Eufrats strand i nordcentrala Syrien. Den är administrativ huvudort för provinsen ar-Raqqa, och befolkningen uppgick till 220 488 invånare vid folkräkningen 2004.
Mellan 2014 och 2017 var ar-Raqqa ett starkt fäste och de facto-huvudstad för jihadiströrelsen Islamiska staten.